# Infinito (álbum)
Infinito es el segundo álbum de estudio del cantante de música popular colombiano Pipe Bueno.

## Lista de canciones
| N.º | Título                   | Duración |  |
| 1.  | «Me enamoré»             | 3:20     |  |
| 2.  | «Soy sincero»            | 3:20     |  |
| 3.  | «A primera vista»        | 3:07     |  |
| 4.  | «Te deseo»               | 3:44     |  |
| 5.  | «Esta Vez Te Dejo»       | 3:22     |  |
| 6.  | «Sigo Enamorado»         | 4:04     |  |
| 7.  | «Muero De Celos»         | 3:34     |  |
| 8.  | «Ya No Aguanto Más»      | 2:56     |  |
| 9.  | «Me Destroza El Corazón» | 3:25     |  |
| 10. | «Cuando Vuelvas»         | 3:24     |  |
| 11. | «Mala»                   | 3:32     |  |
| 12. | «Si te Atréves»          | 3:15     |  |